# Bonnie Rotten
Bonnie Rotten, née le 9 mai 1993, est le nom de scène d'Alaina Hicks, une stripteaseuse, modèle fétichiste, actrice, réalisatrice et productrice de films pornographiques, , américaine. En 2014, elle est devenue la première star du porno alternatif à remporter l'AVN Award du meilleur interprète féminin de l'année.

## Biographie

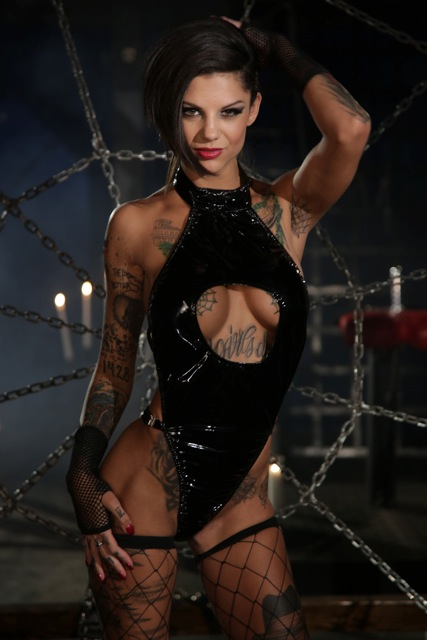
Photographie de Bonnie Rotten avec plusieurs de ses tatouages visibles

Alaina Hicks est née le 9 mai 1993 à Hamilton, Ohio, États-Unis. Elle est d'ascendance italienne, allemande, polonaise et juive. Alaina est élevée par ses grands-parents. Elle dit avoir eu ses premiers rapports à l’âge de 12 ans avec un adolescent de 13 et sa première expérience de rapports avec des partenaires multiples à l’âge de 16 ans. mais n’a réellement de vie sexuelle active que pendant l’adolescence. D’après ses dire « J’étais de mœurs très légères tant que j’ai habité l’Ohio.  Je me tapais tout le monde, couchais avec mes copines et faisais toutes sortes de choses amusantes ».

### Vie personnelle
Trouvant sa poitrine trop petite, elle se la fait remodeler en septembre 2012.
Elle a remporté le concours du plus grand nombre de rapports consécutifs avec 165 hommes. Ce record était précédemment détenu par Piper Perri avec 125 hommes.
Bonnie Rotten parle affectueusement de ses grands-parents qui l’ont élevée : « They did a great job (ils ont fait du bon travail) » affirme-t-elle.
 En mai 2015, elle annonce qu’elle est enceinte. Elle accouche quelque temps après d’une fille.
En 2015 Alaina a décidé de stopper sa carrière dans le milieu de la pornographie.

## Carrière

### L’actrice
Rotten commence sa carrière en s’exhibant avec des poses suggestives dans les pages de la revue fétichiste Girls and Corpses, . Robert Steven Rhine fondateur et éditeur de la revue s’intéresse à Rotten après que celle-ci eut remporté la Ms. Dead Indiana Beauty Pageant (i.e. Spectacle grandiose présidant à l’élection de Miss Indiana) d’Indianapolis au congrès des Journées d’Indianapolis,.

Pour ses débuts en 2013, Rotten se produit comme mannequin au salon automobile. Dès ses 18 ans révolus, elle s'exhibe comme effeuilleuse sous le nom de "Dixie". Elle apparait toujours sur scène drapée dans un drapeau américain, portant un bikini et dansant exclusivement au son du rock sudiste. À cette époque  elle est sripteaseuse principale de club dédiés à cette activité dans différentes villes, , , , , , .
Rotten intègre l’industrie de la pornographie au début de l’année 2012.
Digital Sin a produit deux DVD intitulés : Meet Bonnie, une des meilleures ventes de la firme, qui lui est entièrement consacré et The Gangbang of Bonnie Rotten.. Rotten a interprété pas moins de quarante vidéos pour Kink.com dont certaines impliquent des scènes de BDSM parfois douloureuses. De nombreuses scènes font appel à la faculté de l’artiste pour éjaculer à la demande. Rotten rapporte que cette technique lui a été enseignée par sa collègue Veronica Avluv. Elle crédite Nina Hartley, une légende de la vidéo pour adultes, de l’avoir aidée par ses conseil pour faire la transition entre mannequinat et pornographie.
Rotten a entamé une poursuite en justice à l’encontre d’un pornographe nommé Max Hardcore. Elle lui reproche d’avoir rendu publique une scène qu’ils avaient interprétée tous les deux pour le film Fuck Puppets 2 qui, finalement, n’a jamais été finalisé. Dès le mois de juillet, en réponse, Hardcore la poursuit à son tour devant la Haute Cour de Los Angeles.
En octobre 2015, The Lee Network annonce la conclusion d’un contrat d’exclusivité avec Rotten afin d’« apporter ses étonnants talents de danseuse haut de gamme aux clubs réservés aux hommes de la région »
En 2014, Rotten interprète le rôle de Max Candy, dans Cape Fear XXX, une adaptation pornographique du film de 1962 Les Nerfs à vif et fait référence à l’interprétation de Robert De Niro dans un remake pareillement titré du précédent, réalisé par Martin Scorsese et sorti en 1991, qui a inspiré l’actrice pour le rôle.
Au mois de septembre 2014, Rotten entame une tournée promotionnelle en Espagne, Afrique du Sud, Allemagne, et en Suisse. Elle qualifie cette tournée de « ’’chose la plus ambitieuse qu’elle ait fait dans sa vie’’ ».
En octobre 2014, la société innovante Digital Sports annonce la mise en vente de figurines à l’effigie de Bonnie Rotten mesurant 13 à 35 centimètres dont Rotten dit « ’’J’ai toujours rêvé d’en posséder une. Maintenant j’en ai quatre’’ ».
En février 2015, le fabricant de godemichets Pipedream annonce qu’il met sur le marché une « collection signée Bonnie Rotten » dont la fameuse « Bonnie Rotten Fantasy Fuck Doll » façonnée à l’effigie de Bonnie Rotten, avec de vrais cheveux et la plupart des tatouages de celle-ci.
En avril 2015, Rotten se fait une publicité à Manhattan en déambulant avec la poitrine dénudée dans Washington Square Park, Times Square et dans le métro,,.
En juin 2015, la société de sports fantastiques journaliers (en) Draftster annonce qu’elle a signé avec Rotten un « accord  exclusif de sponsoring et de promotion » dont l’actrice dit que « l’accord est un rêve devenu réalité, ».
Aujourd'hui
Elle a décidé de quitter le milieu de la pornographie en 2015. Elle se passionne pour les armes et sa famille. 
Elle a trouvé la foi en Jésus-Christ qui a changé sa vie et son image. Elle s'est mariée à un mari qui l'aime et la suit dans tout ce qu'elle fait.

### Apparitions principales
Rotten parait aux côtés des actrices pornographiques Asphyxia Noir et London Keyes dans le clip musical vidéo chanté " Kiss Land" par The Weeknd
En 2013, , LA Weekly place l’actrice à la cinquième place sur sa liste des « 10 étoiles du porno qui sonr susceptibles d’être la future Jenna Jameson . Elle est également placée sur la liste des CNBCdes « Douzaine de cochonnes : les étoiles du porno les plus populaires » , .
En janvier 2014, Rotten est mise en exergue dans un clip vidéo musical du groupe Piece by Piece épaulé par le batteur Nick Jett venu du groupe Terror. La vidéo est, primitivement, diffusée sur Vimeo, ».
Toujours en 2014,  The Daily Beast fait référence à Bonnie Rotten en tant que « It girl du porno actuel »  dans un article traitant des AVN Award annuels au cours desquels elle a remporté le prix de la ‘’Meilleure Actrice de l’Année’’. Cependant, le web d’information américain déclare que l’industrie du porno a « exécuté » l’acteur Joey Silvera considéré comme sauvé.

### La réalisatrice
En janvier 2014, l’entreprise, Mental Beauty, Inc., créée par Rotten fusionne avec une maison d’édition au sein d’une entité dénommée Girlfriends Films. Elle débute en qualité de réalisatrice avec le film To the Core. Elle réalise également Sisters Of Anarchy pour Digital Playground.

### La femme d’affaires
Rotten et Gentle Jay, un transfuge d’Ink Masters, ouvrent un salon de tatouage à l’enseigne de Bonnie Rotten en 2017. Rotten  s’adjoint les services de tatoueurs connus comme Mark Mathews également de chez Ink Masters et  Jack Mayfair de Brooklyn. À la suite de différends entre associés, le salon est fermé début 2018 au bout d’un an d’activité. 

### Tatouages
Bonnie Rotten possède plus de trente tatouages répartis sur tout le corps. Son nom de scène est un dérivé de pin-up zombie qui est tatoué sur la face postérieure de la jambe droite. Elle rapporte que son tatouage favori était celui situé en regard de son estomac et représente un zombie tiré de la bande dessinée La Nuit des morts-vivants: Le début, 1er épisode. C’est son premier tatouage et a nécessité 13 heures de travail.
En juin 2013, elle affirme que son tatouage favori est celui qui représente Frank Sinatra sur sa jambe. De plus, Rotten a une toile d’araignée centrée sur l’aréole tatouée sur chaque sein. Elle est considérée comme la précurseur des tatouages chez les acteurs du porno.

## Distinctions
Bonnie Rotten est la seule femme à avoir été nommée ‘’alt porn de l’année’’ aux AVN Award.
Récompenses
- 2012 : Inked Award : Starlet of the Year
- 2012 : NightMoves Award : Miss Congeniality
- 2013 : Inked Award : Performer of the Year (Female)
- 2013 : Inked Award : Scene of the Year - The Gang Bang of Bonnie Rotten
- 2013 : NightMoves Award : Social Media Star (Fan's Choice)
- 2013 : NightMoves Award : Best Ink (Fan's Choice)
- 2013 : RogReviews Fan Faves Award : Favorite Newbie
- 2013 : Sex Award : Hottest New Girl
- 2014 : AVN Awards[55] :
  - Female Performer of the Year
  - Best Group Sex Scene pour The Gang Bang of Bonnie Rotten avec Karlo Karerra, Tony DeSergio, Mick Blue et Jordan Ash
- 2014 : Exotic Dancer Award : Adult Movie Entertainer of the Year
- 2014 : Fanny Award : Super Freak (Kink Performer of the Year)
- 2014 : NightMoves Award : Best Female Performer (Fan's Choice)
- 2014 : NightMoves Award : Best Ink (Editor’s Choice)
- 2014 : TLARaw Award : Best Female Newcomer
- 2014 : Venus Award : Best Actress (International)
- 2014 : XBIZ Award : Best Scene - Non-Feature Release - The Gangbang of Bonnie Rotten avec Tony DeSergio, Jordan Ash, Mick Blue et Karlo Karrera
- 2014 : XCritic Award : Female Performer of The Year
- 2014 : XRCO Award : Superslut
- 2015 : AVN Award : Kinkiest Performer (Fan Award)
- 2015 : NightMoves Awards : Best Ink (Fan Choice)
- 2015 : NINFA Awards : Best Scene of the Year

Nominations
- 2013 : AVN Award : Best All-Girl Group Sex Scene - Meet Bonnie avec Asphyxia Noir et Skin Diamond
- 2013 : AVN Award : Best New Starlet
- 2013 : AVN Award : Best Body
- 2013 : NightMoves Award : Best Female Performer
- 2013 : NightMoves Award : Best Overall Body
- 2013 : Sex Award : Favorite Porn Star Website
- 2013 : Sex Award : Porn’s Perfect Screen Couple avec Mike Adriano
- 2013 : Sex Award : Hottest Sex Scene - Meet Bonnie Asphyxia Noir et Skin Diamond
- 2013 : Sex Award : Hottest Sex Scene - The Slut Does Porn avec Riley Reid
- 2013 : XBIZ Award : Best Scene - Gonzo/Non-Feature Release - Meet Bonnie avec Mick Blue et Ramon Nomar
- 2013 : XRCO Award : New Starlet
- 2013 : XRCO Award : Cream Dream
- 2014 : AVN Award : Best All-Girl Group Sex Scene - Brazzers Presents: The Parodies 3 avec Lexi Belle, Christy Mack et Gia DiMarco
- 2014 : AVN Award : Best Anal Sex Scene - Evil Anal 19 avec Ramón Nomar
- 2014 : AVN Award : Best Girl/Girl Sex Scene - Beyond Fucked: A Zombie Odyssey avec Nikki Hearts
- 2014 : AVN Award : Best Oral Sex Scene - Facial Overload 3
- 2014 : AVN Award : Best POV Sex Scene - Lesbian Anal P.O.V. 2 avec Dana Vespoli
- 2014 : AVN Award : Best Safe Sex Scene - Hotel No Tell avec Erik Everhard
- 2014 : AVN Award : Best Tease Performance - Hot Body Ink
- 2014 : AVN Award : Best Three-Way Sex Scene – B/B/G - Whore's Ink avec Billy Glide et Bill Bailey
- 2014 : AVN Award : Best Three-Way Sex Scene – G/G/B - Obedience School avec Gia DiMarco et Danny Wilde
- 2014 : XBIZ Award : Female Performer of the Year
- 2014 : XBIZ Award : Best Scene - Vignette Release - Obedience School avec Gia DiMarco et Danny Wylde
- 2014 : XRCO Award : Female Performer of the Year
- 2014 : XRCO Award : Orgasmic Oralist
- 2014 : XRCO Award : Orgasmic Analist

## Filmographie sélective
Une filmographie complète peut être consultée ici
- 2014 : Lesbian Adventures: Strap-On Specialists Vol. 6
- 2014 : Destruction Of Bonnie Rotten
- 2014 : Hot and Mean 10
- 2013 : Bonnie's Got the Baddest Ass in School
- 2013 : Women Seeking Women 100
- 2012 : Bonnie Rotten Experience
- 2012 : Meet Bonnie